# Trialeurodes corollis
Trialeurodes corollis es un hemíptero de la familia Aleyrodidae, con una subfamilia: Aleyrodinae.
Fue descrita científicamente por primera vez por Penny en 1922.